# 迈克·希金斯
迈克尔·S·希金斯（英語：Michael S. Higgins，1967年2月17日—），美国NBA联盟前职业篮球运动员。